# Rutger Gerretson
Rutger Gerretson (Rotterdam, 9 april 1849 – Hoenderloo, 23 juni 1928) was een Nederlands pianist, organist.
Hij was zoon van laken- en vernisfabrikant Bartholomeus Johannes Gerretson en Constantia Wilhelmia Hazelager. Zijn broer was handelaar en politicus Bartholomeus Johannes Gerretson.
Hij kreeg zijn muziekopleiding aan de Toonkunst-muziekschool in Rotterdam, hij kreeg les in piano, pijporgel, harmonieleer en compositieleer. Hij werd vervolgens organist, muziekleraar en dirigent van enkele zangverenigingen (bijvoorbeeld het Geheelonthouders zangkoor) in Arnhem. Hij schreef een aantal werkjes met name binnen het genre van het christelijke lied:
- Geloofsroem en verdrukking
- Drie liederen met piano of harmonium
- Twee liederen
- Christenharptonen met harmonium of piano (1. Mijn weg, 2. Het hart, 3. Een liedje op de straat)
- Scheiden, lied voor mezzo-sopraan of bariton
- Tweeërlei gebed (tekst ten Kate) voor zangstem met piano of harmonium
- Een blij tehuis voor sopraan, tenor en bariton
- Rotsen en bergen voor mannenkoor
- De slag bij Waterloo voor orgel
- In Efratha’s velden voor koor, kinderkoor, solisten en harmonium
- 50 psalmen en gezangen in hun oorspronkelijke rythmus

- International Standard Name Identifier: 0000 0003 8821 4697
- Library of Congress Control Number: nb2014019913
- Nederlandse Thesaurus van Auteursnamen: 142370576
- Virtual International Authority File: 281384393
- WorldCat: E39PBJm4YhpHv8frR7vChwFBT3